# Britney (album)
Britney je třetí album americké popové zpěvačky Britney Spears, které vyšlo 6. listopadu 2001. Pár songů z tohoto alba se objevilo i ve zpěvaččině filmu nazvaném Crossroads. Album Britney bylo úspěšné, ale nedosáhlo věhlasu předešlých dvou alb …Baby One More Time a Oops!… I Did It Again.

## Seznam písní
1. „I'm a Slave 4 U“ – 3:23
2. „Overprotected“ – 3:18
3. „Lonely“ – 3:19
4. „I'm Not a Girl, Not Yet a Woman“ – 3:51
5. „Boys“ – 3:26
6. „Anticipating“ – 3:16
7. „I Love Rock 'N Roll“ – 3:06
8. „Cinderella“ – 3:39
9. „Let Me Be“ – 2:51
10. „Bombastic Love“ – 3:05
11. „That's Where You Take Me“ – 3:32
12. „When I Found You“ – 3:37
13. „Before the Goodbye“ – 3:50
14. „I Run Away“ – 4:04
15. „What It's Like to Be Me“ – 2:50

## Umístění ve světě
| Stát           | Umístění |
| -------------- | -------- |
| USA            | 1        |
| Evropa         | 1        |
| Rakousko       | 1        |
| Kanada         | 1        |
| Německo        | 1        |
| Mexiko         | 1        |
| Švýcarsko      | 1        |
| Francie        | 2        |
| Belgie         | 3        |
| Austrálie      | 4        |
| Japonsko       | 4        |
| Velká Británie | 4        |
| Brazílie       | 5        |
| Norsko         | 5        |
| Švédsko        | 6        |
| Dánsko         | 8        |
| Irsko          | 8        |
| Itálie         | 10       |
| Nový Zéland    | 17       |
| Finsko         | 19       |

| Prodejnost | Počet      |
| ---------- | ---------- |
| Celkem     | 14,000,000 |